# Survivor Series (1989)
Survivor Series (1989) — щорічне pay-per-view шоу «Survivor Series», що проводиться федерацією реслінгу WWE. Шоу відбулося 23 листопада 1989 року в Олстейт-арена у Роузмонт (Іллінойс), (США). Це було 3 шоу в історії «Survivor Series». 5 матчів відбулися під час шоу та ще один перед показом.